# آمارخو بورخو
آمارخو بورخو (مغولی: Борхүүгийн Амархүү؛ زادهٔ ۱ ژوئیهٔ ۱۹۸۷) یک موسیقی‌دان، خواننده و هنرپیشه اهل مغولستان است.
او در سومین دورهٔ مسابقات استعدادهای درخشان موسیقی در روسیه در سال ۲۰۰۶ میلادی، نفر اول شد.
از فیلم‌هایی که وی در آن‌ها نقش داشته‌است می‌توان به عملیات تاتار (۲۰۱۰) اشاره نمود.